# 萨姆巴尔卡
萨姆巴尔卡（Sambhalka），是印度德里South West县的一个城镇。总人口11064（2001年）。

## 人口
该地2001年总人口11064人，其中男性6701人，女性4363人；0—6岁人口2032人，其中男1094人，女938人；识字率60.02%，其中男性为68.39%，女性为47.17%。